# St. Cyriakus (Bulach)

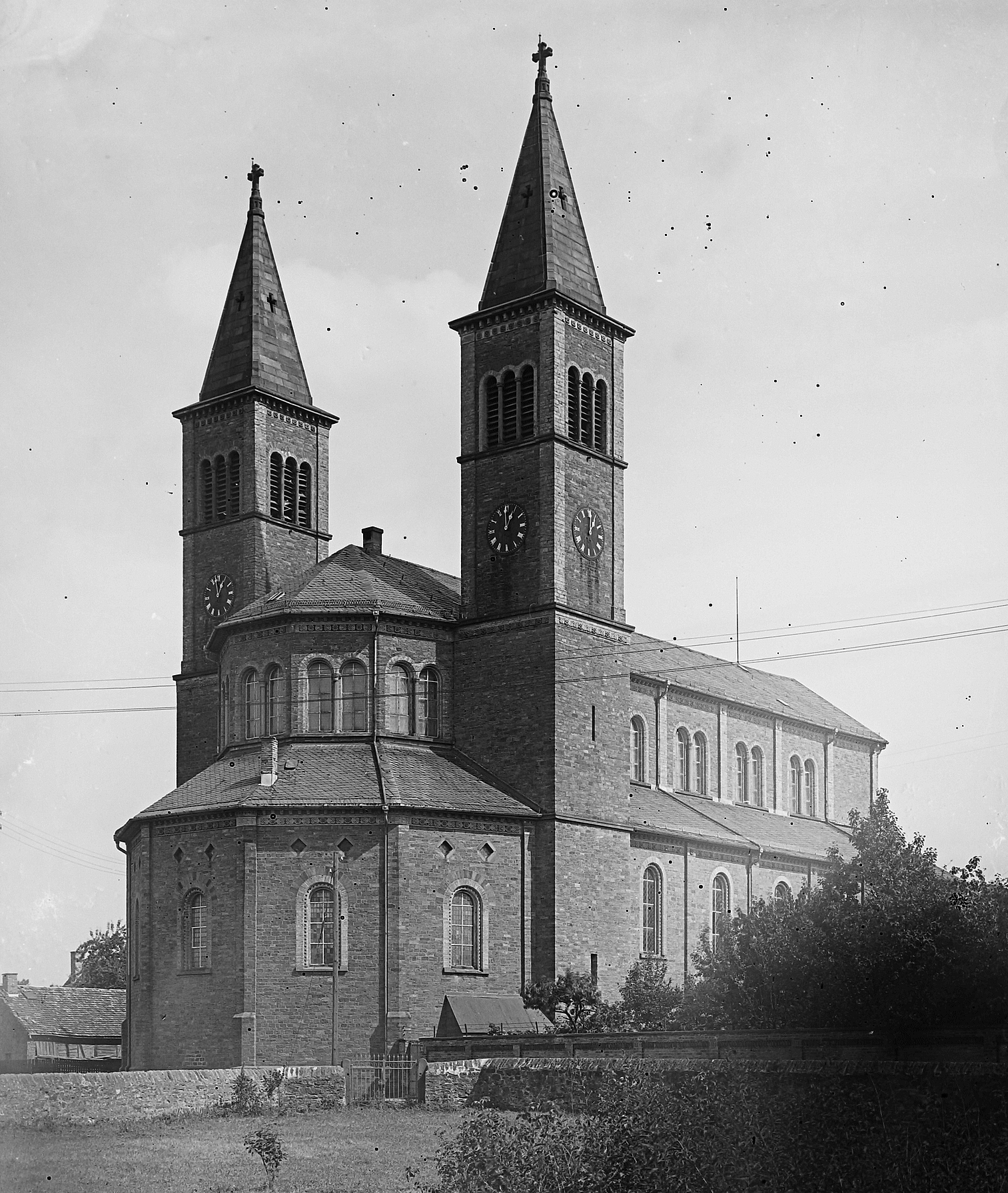
St. Cyriakus, Ansicht von Westen (um 1910)

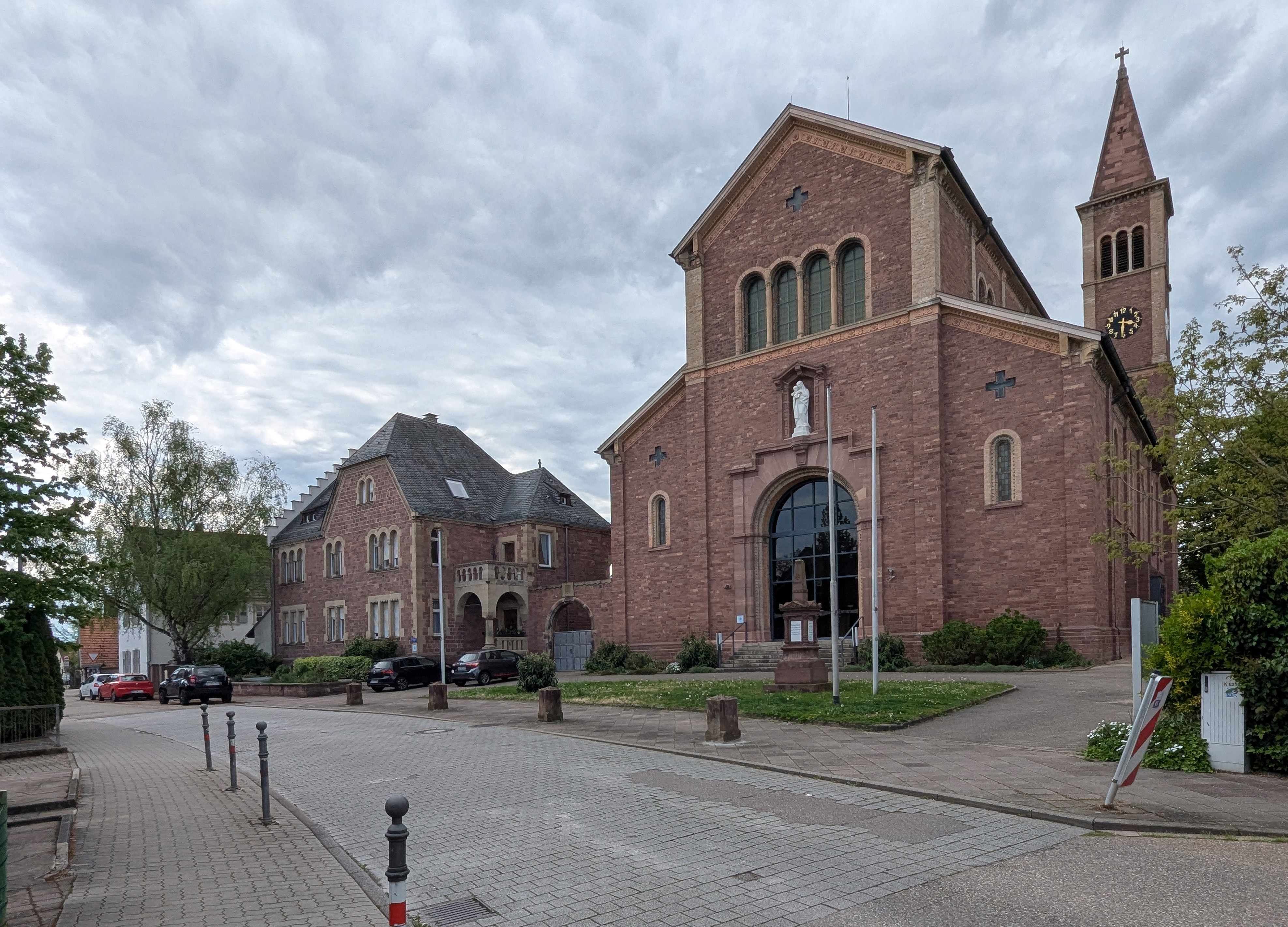
Ansicht von der Litzenhardtstraße mit Pfarrhaus

Die römisch-katholische Pfarrkirche St. Cyriakus steht in Bulach, einem Stadtviertel von Karlsruhe im Landkreis Karlsruhe in Baden-Württemberg. Das Bauwerk ist beim Landesamt für Denkmalpflege Baden-Württemberg als Baudenkmal eingetragen. Die Kirchengemeinde gehört zum Dekanat Karlsruhe des Erzbistums Freiburg. Kirchenpatron ist der heilige Cyriakus, einer der vierzehn Nothelfer.

## Beschreibung

### Architektur
Die neuromanische Basilika wurde nach einem Entwurf von Heinrich Hübsch 1835 bis 1837 erbaut. Sie besteht aus einem zweigeschossigen Langhaus aus einem Mittelschiff und zwei Seitenschiffen und zwei Chorflankentürmen, die im Westen in der Ecke der Seitenschiffe und dem fünfzehnseitig geschlossenen Chor stehen. In der dreigeteilten Fassade im Osten befindet sich das Portal in der Mitte. In einer Nische darüber steht eine Statue der Maria mit Kind.

### Glocken
In den obersten Geschossen der beiden Chorflankentürme befinden sich hinter den als Triforien gestalteten Klangarkaden die Glockenstühle, in denen insgesamt acht Kirchenglocken aus Bronze hängen. Die beiden größten Glocken hängen im Südturm, die anderen im Nordturm. Alle Glocken wurden von der Glockengießerei Bachert in Karlsruhe gegossen.
| Glocke | Name            | Gussjahr | Gewicht | Durchmesser | Schlagton |
| ------ | --------------- | -------- | ------- | ----------- | --------- |
| 1      | Guter Hirte     | 2012     | 2016 kg | 1525 mm     | c′+2      |
| 2      | Maria           | 1953     | 1295 kg | 1313 mm     | es′+2     |
| 3      | Konzil          | 2012     | 0909 kg | 1171 mm     | f′+1      |
| 4      | Cyriakus        | 1953     | 0649 kg | 1032 mm     | g′+1      |
| 5      | Laurentius      | 1953     | 0381 kg | 0855 mm     | b′+2      |
| 6      | Michael         | 1953     | 0310 kg | 0780 mm     | c″+2      |
| 7      | Schutzengel     | 1953     | 0204 kg | 0690 mm     | d″+1      |
| 8      | Ökumene / Taufe | 2012     | 0178 kg | 0620 mm     | f″+6      |

### Orgel
Die Orgel wurde 1906/07 als Opus 971 von H. Voit & Söhne in den 1753 von Martin Eigler für eine Orgel von Johann Andreas Silbermann gebauten Prospekt eingebaut. Sie hat einen Umfang von 25 Registern auf zwei Manualen und Pedal. Nach verschiedenen Restaurierungen und Veränderungen wurde das Instrument zuletzt im Jahr 2006 von der Orgelmanufaktur Steinmeyer restauriert und auf den Originalzustand von 1906/07 zurückgebaut.